# Meloe fernandezi
Meloe fernandezi là một loài bọ cánh cứng trong họ Meloidae. Loài này được Pardo Alcaide miêu tả khoa học năm 1951.